# Birger Jesch
Birger Jesch (* 1953 in Dresden) ist ein zeitgenössischer deutscher Künstler mit den Arbeitsgebieten konkrete Poesie, Aktionskunst und Konzeptkunst (Mail Art). Außerdem arbeitet er mit historischen Musterwalzen im Bereich der Denkmalpflege.

## Leben und Arbeit
Von 1962 bis 65 besuchte er das Unitäts-Kinderheim der Herrnhuter Brüdergemeine. Er absolvierte zunächst eine Ausbildung zum Dekorationsmaler.
Seit Beginn der 1970er Jahre machte er Erfahrungen in unterschiedlichen Subkultur-Szenen der DDR. Seit 1979 Akteur im Mail Art Netzwerk, wurde Birger Jesch, gemeinsam mit den Dresdner Mailartisten Jürgen Gottschalk, Martina und Steffen Giersch und Joachim Stange vom Staatssicherheitsdienst der DDR (MfS) im Operativen Vorgang (OV) „Feind“ u. a. wegen der Mitarbeit im Projekt „Sozialer Friedensdienst“ beobachtet und bekämpft. Seit 1982 beteiligt sich Jesch auch an autonomen originalgraphischen Editionen wie „und“, „spinne“ und „Entwerter/oder“. Anlässlich der ersten freien Wahlen in der DDR (März 1990) verwirklichte er das Kontaktanzeigenprojekt „Sammlung Anna Blume“. Im Archiv der Forschungsabteilung des Staatlichen Museums Schwerin ist sein Projekt „Gazetta“ (1995) dokumentiert (nicht mehr verlinkt).
Seit 2003 arbeitet Jesch zum Thema Porträt unter Verwendung von Schattenriss und Pochoir. Weiterhin beschäftigt er sich mit historischen Musterwalzen und ihren Kontexten, hat dazu eine umfangreiche Sammlung zusammengetragen und publiziert über dieses Thema.

## Mail-Art-Projekte
| Schießscheiben                              | 1980      |  |
| Please stamp for me                         | 1980–90   |  |
| Collective Collages                         | 1981–92   |  |
| Alles noch beim Alten?                      | 1982      |  |
| Offene Briefe                               | 1982      |  |
| Hommage à Wilhelm Reich                     | 1982      |  |
| The darkside of your moonfaces              | 1984–87   |  |
| Collective Linolcut                         | 1989      |  |
| Your favorite pornography (Commonpress 100) | 1989      |  |
| Partisan d’Amour                            | 1995–2000 |  |
| The Blue Room                               | 1997–2000 |  |
| Springfullmoon                              | 1998      |  |

## Post Mail Art Projekte
| Communication Breakdown | seit 1997 |  |
| Trikoloren              | seit 1999 |  |

## Publikationen
- Birger Jesch: Der Rollstempeldruck in der Raumdekoration des 20. Jahrhunderts, in: Restaurator im Handwerk, 3/2014.
- Birger Jesch: Mit Pfauenauge und Bärentatzen - Regionalgeschichtliches aus dem Malerhandwerk, in: Blankenhain-Jahrbuch, 2014.
- Birger Jesch: Rollstempeltechnik im modernen Kontext, in: Coviss, 5/2012.